# Histiaeus
Histiaeus (Oudgrieks Ἱστιαῖος) (voor 500 v.Chr. - 493 v.Chr.) was tiran van Milete rond het einde van de 6e eeuw v.Chr.
Histiaeus maakte zich tijdens de expeditie van de Perzische koning Darius I tegen de Scythen (ca. 513 v.Chr.) verdienstelijk, door ervoor te pleiten de schipbrug die de terugtocht van het Perzische leger over de Donau mogelijk moest maken, in stand te houden. De meeste Ioniërs, die de brug hadden opgebouwd, wilden vertrekken en het Perzische leger zo aan zijn lot overlaten. Hij wist echter ook dat hij de Perzische macht nodig had om zich in Milete als tiran te kunnen handhaven tegenover de democratische krachten. Hij kreeg als beloning de stad Myrkinos in Thracië van Darius.
Daar zijn positie in Thracië echter gevaar opleverde voor de Perzen vanwege de rijkdom aan hout en zilver in die streek, werd hij naar Susa ontboden en daar vastgehouden. Histiaeus haalde nu zijn schoonzoon Aristagoras, die hij tot tiran van Milete had benoemd, over tot een opstand tegen de Perzen. Hij kon deze boodschap naar Aristagoras overbrengen door deze op de hoofdhuid van een slaaf te branden, die in Milete moest worden kaalgeschoren. Aristagoras nam de Ionische Opstand (ca. 499 v.Chr.) ter hand.
Nadat de opstandelingen Sardes hadden verwoest, werd Histiaeus op eigen verzoek naar het front gestuurd om te bemiddelen. Hij werd echter door beide partijen gewantrouwd, en kon niet eens zijn eigen belangen veilig stellen. 
 Na de val van Milete (494 v.Chr.) kon hij niet naar zijn vaderstad terugkeren. Histiaeus wist te ontkomen naar Chios. Vandaar ondernam hij aanvallen op het Ionische vasteland, maar hij werd dan het jaar nadien al door de Perzische satraap Artaphernes gearresteerd en gekruisigd (493 v.Chr.).